# Sergueï Lebedev (écrivain)
Pour les articles homonymes, voir Sergueï Lebedev.
Sergueï Lebedev (en russe : Сергей Сергеевич Лебедев) né le 28 octobre 1981 à Moscou en URSS de nationalité soviétique et russe est un journaliste, auteur, écrivain, publiciste, auteur de plusieurs romans et de nombreux articles. Son dernier roman Le Débutant paru en novembre 2020 en Russie est traduit et publié en français en 2022.

## Biographie
Lebedev est né en 1981 à Moscou dans une famille de géologues. Depuis ses quatorze ans il a travaillé pendant huit saisons au sein d'expéditions géologiques dans le nord de la Russie et du Kazakhstan. De 2000 à 2014 il est journaliste, rédacteur en chef adjoint de la revue Premier septembre. Ses poèmes sont publiés dans les revues Zvesdia et Znamia. Il écrit aussi de la prose et explore les traumatismes et les zones d'ombre du passé soviétique. Ses romans font partie des longs et courts récits lors des prix littéraires européens et russes et sont traduits dans les principales langues du monde (édité en 21 langues).

## Œuvres
Le premier roman de Lebedev, La Limite de l'oubli (Predel Zabvenia) s'est ajouté à la longue liste des élus du Prix Bolchaïa Kniga et du prix du Bestseller national en 2010. Le roman a été traduit ensuite dans 15 langues : anglais (éditeur: New Vessel Press), allemand (éditeur : Fischer), français (édition Verdier), tchèque (éditeur : Pistoruis&Olsanska), italien (éditeur : Keller), suédois (éditeur : Natur & Kultur), polonais (éditeur : Claroscuro Publishing House), etc. En 2016, ce même roman, La Limite de l'oubli (Predel zabvenia), figure dans la liste des dix meilleurs livres traduits en anglais selon le Wall Street Journal. Son deuxième roman, L'Année de la comète (God Komety), est paru en 2014 au Centre des livres Roudomino. Il a été traduit en anglais (édition New Vessel Press) et en français (édition Verdier). Le troisième roman, Les Hommes d'août (Lioudi avgousta) est publié à la fin 2015 en Allemagne (éditeur : Fischer) et, en 2016, en Russie (éditeur Alpina Publisher). Il a été nommé pour les prix récompensant les courts récits Bouker et Nouvelle littérature (Novaïa Slovesnost). Son quatrième roman Goose Fritz (Littéralement : L'Oie Fritz), sorti en 2018 chez Vremia, a été traduit en anglais (édition New Vessel Press) et en allemand (édition Fischer).

## Critiques
« Sergueï Lebedev ouvre de nouveaux espaces dans la littérature. Sa prose est faite d'images précises et d'un don génial d'observation. (Der Spiegel)
…».
Svetlana Alexievitch
« Éteignez votre téléviseur et lisez… Sergueï Lebedev n'écrit pas sur le passé, mais sur la journée d'aujourd'hui. Il écrit sur le fait que nous n'avons pas connu ni compris l'ère stalinienne. La Pérestroïka semble déjà une histoire ancienne oubliée, mais Staline est vivant. Dans les années 1990, nous étions tous romantiques, nous pensions que c'était cela la liberté. Mais un homme qui a vécu toute sa vie dans un camp ne peut pas en sortir et du jour au lendemain devenir libre. Au lieu de la Pérestroïka et de la liberté, nous avons un pays  qui est pillé, les Russes se battent contre les Ukrainiens, on érige de nouveau des monuments à Staline. Dans les églises on prie pour la grande Russie. Ce n'est déjà plus la génération de Staline mais celle de ses enfants. Des enfants de leurs enfants. Un lien sans fin et sombre. Les héros de Lebedev cherchent un moyen de couper ce cordon ombilical…».
Vladimir Sorokine
« Sergueï Lebedev est un remarquable écrivain, qui possède deux dons rares: la noblesse de style et une vision intérieure la plus précise, qui lui permet de voir et de sentir la profondeur de la catastrophe anthropologique survenue en Russie au XXe siècle. Il a discerné ce qui est resté indiscernable pour la plupart des écrivains soviétiques et postsoviétiques ».
Luke Harding
" La prose de Lebedev, ancien géologue, révèle ce qui est caché sous la surface : la vie intérieure des générations précédentes enfouie sous des couches de mythes officiels et d'auto-tromperie... L'étrange dualisme qui permet à des pères aimants de servir un tyran le jour et d'envelopper délicatement leurs enfants dans une couverture la nuit. " 
Karl Ove Knausgård
"Les livres de Lebedev parlent d'une histoire qui fait de l'ombre à tout ce qu'il écrit. L'intensité de sa présence suggère que les conflits et les contradictions qu'il renferme ne sont toujours pas résolus, qu'ils affectent toujours la société russe, quoique vaguement, mais de manière tout à fait palpable."

### Romans
- Predel zabveniâ, première publication aux éditions Ier septembre, illustrations Andreï Baldin, 2010 ; réédition, Moscou, Eksmo, 2012, 416 p.  (ISBN 978-5-69954-441-7) La Limite de l'oubli, traduit du russe par Luba Jurgenson, Lagrasse, Verdier, coll. « Poustiaki », 2013, 315 p.  (ISBN 978-2-86432-749-3)
- God komety, Moscou, Centre du livre Roudomino, 2014, 288 p.  (ISBN 978-5-00087-043-3) L'Année de la comète, traduit du russe par Luba Jurgenson, Lagrasse, Verdier, coll. « Poustiaki », 2016, 311 p.  (ISBN 978-2-86432-861-2)
- Ljudi avgusta,  Moscou, Littérature intellectuelle, 2016, 272 p.  (ISBN 978-5990722316) Les Hommes d'août, traduit du russe par Luba Jurgenson, Lagrasse, Verdier, coll. « Poustiaki », 2019, 309 p.  (ISBN 978-2-37856-009-6)
- Goose Fritz, Moscou, Vremia, 2018, 384 p.  (ISBN 978-5-96911-707-5)
- Debûtant, Moscou, Издательство АСТ, coll. « Corpus », 2021  (ISBN 978-5-17132-995-2) Le Débutant, traduit du russe par Anne-Marie Tatsis-Botton, Paris/Lausanne, Éditions Noir sur Blanc, 2022, 218 p.  (ISBN 978-2-88250-776-1) ; réédition, Paris, Libretto, 2025  (ISBN 978-2-36914-976-7)
- Titan, Moscou, Izdatelʹstvo AST, 2023  (ISBN 978-5-17152-197-4)
- Belaya dama, 2024 La Dame blanche, traduit du russe par Anne-Marie Tatsis-Botton, Paris/Lausanne, Éditions Noir sur Blanc, 2025  (ISBN 978-2-88983-123-4)

### Anthologie (составитель)
- Éducation : revenir aux significations originelles. Anthologie de textes classiques et non classiques sur la pédagogie, Moscou.: éditions Premier 1er septembre, 2008.[12]
- Génie de l'enfance. Devenir une personne humaine au centre des souvenirs, Moscou.: éditions Premier 1er septembre, 2009, 2009.

### Articles
- (ru) Varlam Chalamov. L'homme et la planète Kolima (Человек с планеты Колыма)
- (ru) Autel de la Victoire. Sur le conflit entre le culte et la mémoire
- (ru) Iouri Dmitriev: interview de Sergueï Lebedev avec l'historien Iouri Dmitriev
- (ru) Dmitriev. L'écrivain Lebedev, l'homme qui nous sauve tous
- (ru) Conscience répressive : leçons générationnelles. Malgré tous les changements intervenus durant les dernières décennies, la violence demeure dominante tant dans les relations humaines que dans les relations managériales
- (ru) En exil sur l'eau
- (ru) Faire confiance au regard. Sur le genre sortant du voyage sans caméra
- (ru) Division par zéro ou une personne dans la logique de causalité. Sur les paradoxes dramatiques du roman de George Orwell «1984»
- (ru) La Trace de la semelle sur le portrait. Quand la société s'abolit elle-même
- (ru) Point de rupture. À propos de l'endroit où une histoire s'est terminée. Et une autre a commencé
- (ru) Carnet d'Istanbul
- (ru) Les nôtres et "les Nôtres". À propos du moment où les pronoms possessifs deviennent un signe de force. Métamorphose historique
- (ru) Les Enfants de la frontière. À propos des écrivains de la frontière des temps et des empires
- (ru) Mortier avec pilon en cuivre
- (ru) "...Il y a de la musique au-dessus de nous.» Cet automne il y a 70 ans depuis le jour où la cinquième symphonie de Dmitri  Chostakovitch, écrite en 1937, a été interprétée Pour la première fois
- (ru) Quelque chose ne peut être irréversible que chez l'homme." Le 15 septembre, le philosophe Merab Mamardashvili aurait eu 80 ans
- (ru) Mémoire de Grigori Solomonovitch Pomerantz

## Prix et distinctions
- 2011 : La Limite de l'oubli : prix Prix Bolchaïa Kniga, long récit.
- 2016 : Les Hommes d'août : prix Prix Booker russe, court récit.
- 2016 : Les Hommes d'août : prix NOS, court récit.
- 2016 : Les Hommes d'août : prix Iasnaïa Poliana, long récit.
- 2017 : La Limite de l'oubli : Best Translated Book Award, États-Unis, court récit.
- 2019 : La Limite de l'oubli : prix de la littérature d'Europe centrale Angelus, Pologne, court récit.
- 2020 : L'Oie Fritz : Prix de littérature d'Europe centrale Angelus, Pologne, courts récits.
- 2020 : La Limite de l'oubli : Jan Michalski prize[en], Suisse, long récit.
- 2021 : Le Débutant : Jan Michalski prize[en], Suisse, court récit.
- 2021 : Le Débutant : Prix de littérature d'Europe centrale Angelus, Pologne, courts récits.
- 2022 : Le Débutant : Prix littéraire Transfuge, France, meilleur roman en langue étrangère.
- 2022 : Le Débutant : Littérature internationale de la maison de la culture à Stockholm, récit court.